# Bergdorf Blondes
Bergdorf Blondes foi o primeiro sucesso da escritora Plum Sykes, nascida em Inglaterra e que actualmente vive em Nova Iorque. É colaboradora regular na famigerada revista Vogue americana de uma coluna sobre moda, vida social e a lendária Hollywood. 
Bergdorf Blondes foi um sucesso enorme e rápido, vendendo mais de 250 mil cópias pelo mundo inteiro. Foi baseado nas histórias de vida de um mundo feérico, cheio do glamour típico da alta sociedade de Manhattan.[carece de fontes?]

## Sinopse
Plum Sykes desvenda-lhe os sumarentos segredos deste paraíso do consumo a partir da perspectiva das herdeiras das grandes fortunas, para quem as mais enlouquecedoras criações de alta costura de marca estão sempre à mão de semear. Da mesma maneira, a mais avançada indústria cosmética e os mais sofisticados tratamentos estéticos estão sempre disponíveis para lhes fazer subir a auto estima com uma eficácia superior à de qualquer psicanalista, por mais qualificado. São tudo coisas que ajudam as pobres herdeiras, que afinal vivem uma vida indescritivelmente extenuante, sem poderem contar com os seus inúmeros namorados, invariavelmente ausentes! A protagonista, que se autodesigna por Moi e se define como uma bolha de champanhe efervescente, um dia confronta-se com a descoberta de que possui um coração… Aí começa, para Moi e Julie, a sua inseparável amiga, a divertidíssima caça aos maridos em perspectiva.